# 通惠河
39°54′22″N 116°32′41″E / 39.90622°N 116.54470°E

通州段

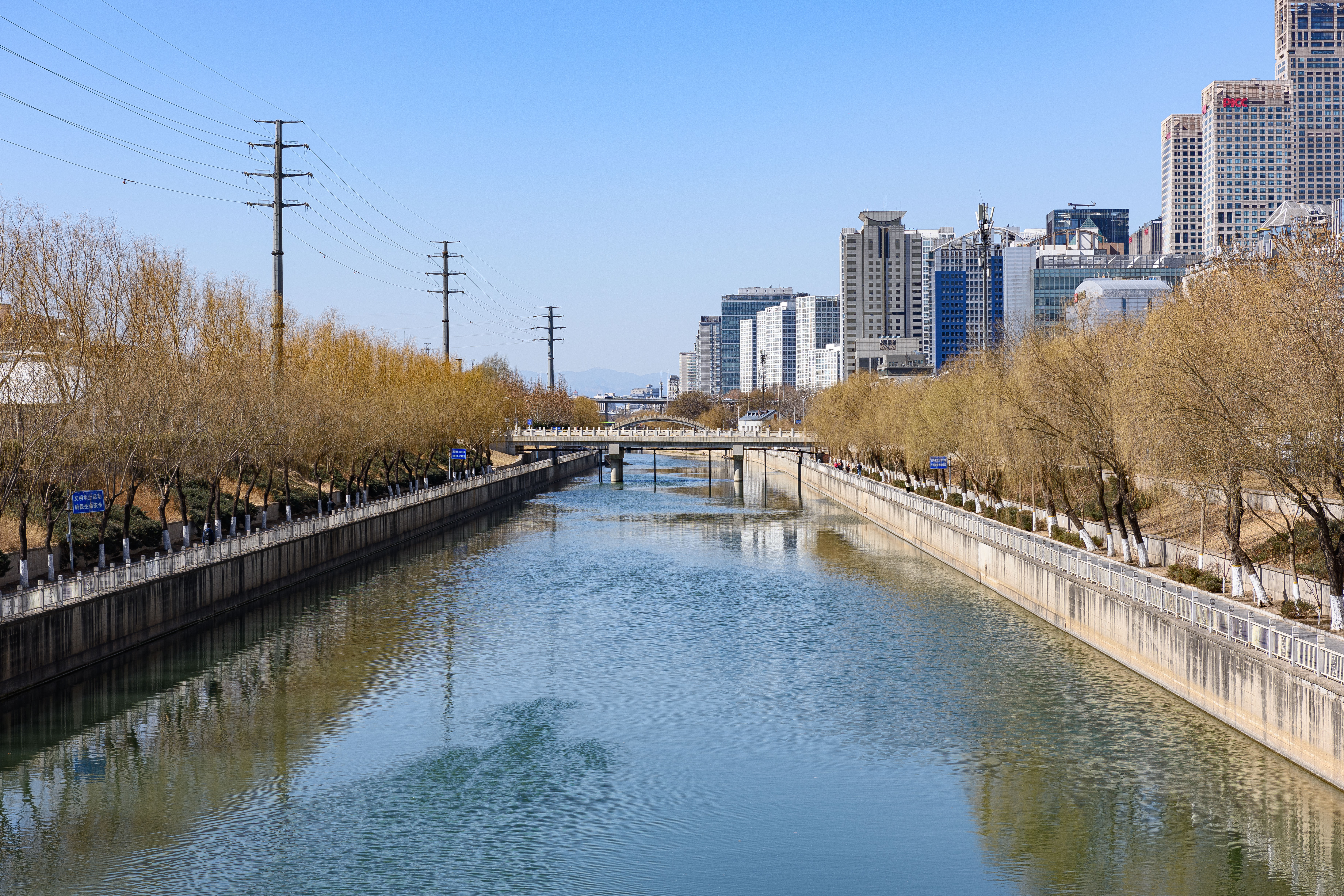
朝阳段（西大望路西侧）

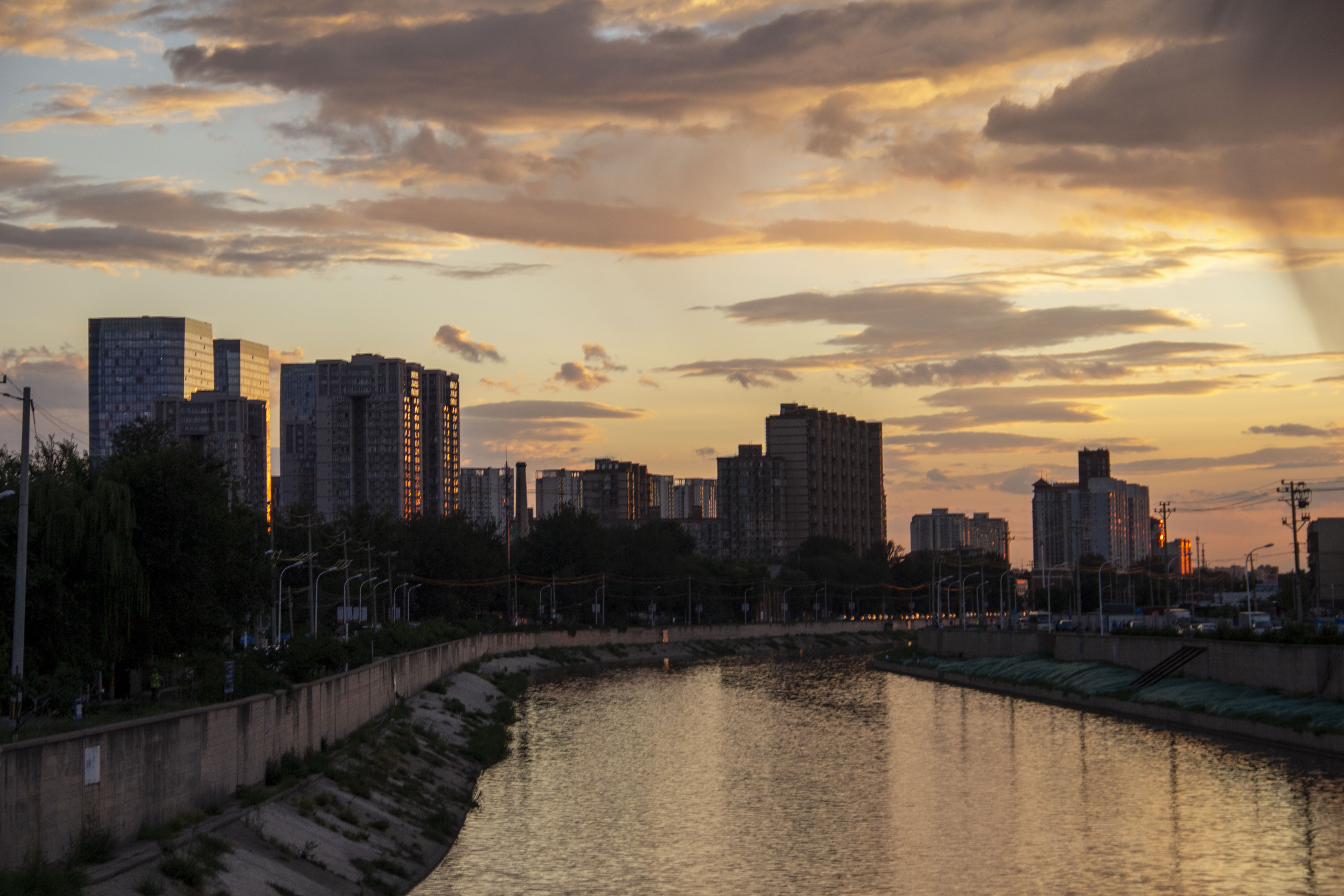
通州段，黄昏

通惠河是北京市的一条河流，是京杭运河的一部分。现通惠河河段长约20千米，西起东城区东便门与南护城河相连，向东穿过朝阳区，至通州区北关五河交汇处。
通惠河最初为元代為征高麗挖建的漕运河道，為永濟渠北段之北端，金代稱為宫左流泉，原长82千米，自昌平至北运河。
现存通惠河通州段，及通惠河北京旧城段（玉河故道及澄清上、下闸遗址和什刹海，现在均已不被称为通惠河的组成部分）为世界文化遗产大运河的保护范围。

## 历史
通惠河由郭守敬主持重修，自1292年开工，至1293年完工，元世祖将此河改名为“通惠河”。最早开挖的通惠河自昌平县白浮村神山泉经瓮山泊（今昆明湖）至积水潭、中南海，自文明门（今崇文门）外向东，在今天的朝阳区杨闸村向东南折，至通州区高丽庄（今张家湾村）入潞河（今潮白河；当时潮白河在通州入今北运河河道），全长82千米。其中从瓮山泊至积水潭这一段河道在元代称为高粱河。
通惠河开挖后，行船漕运可以到达古永定河之积水潭，因此积水潭，包括现今的什刹海一带，成为大运河的终点，商船百船聚泊，千帆竟泊，热闹繁华。在元朝中后期，每年最高有二三百万石粮食从南方经通惠河运到大都。这条河道在明朝和清朝一直得到维护，一直沿用到20世纪初叶。
后来在元末明初，由于战乱和山洪的原因，通惠河上段从白浮村神山泉至瓮山泊的一段（称为白浮堰）被废弃。现在的通惠河，一般指从东便门大通桥至通州区入北运河这段河道，全长20千米。
|  | 通惠河 北京 大通桥 庆丰闸 通流闸 平津闸 天妃宫 通州 新城 永通桥 普济下闸 石霸                  |
|  | 明代吳仲撰《通惠河志》中的“通惠河圖”（中国古代地图的方位习惯与现在相反，为上南下北左東右西）。 |

为了节制水流，以便行船，郭守敬在通惠河的主要干线上修建了24座水闸。从西向东有11个闸名，依次称为广源闸、西城闸、朝宗闸、海子闸、文明闸、魏村闸、籍东闸、郊亭闸、杨尹、通州闸和河门闸。据《元史》记载，其中有些闸在元贞元年被改称。“其西城闸改名会川，海子闸改名澄清，文明闸仍用旧名，魏村闸改名惠河，籍东闸改名庆丰，郊亭闸改名平津，通州闸改名通流，河门闸改名庆利，杨尹闸改名溥济。”
通惠河明代以后改称御河（玉河）。1956年，城内的部分全部改为暗沟。水质明显变差，在20世纪后半叶，河水如墨汁。后来在在御河下水道的南河沿大街南口建截流井，把污水及菖蒲河的水排放到高碑店污水处理厂，通惠河水质逐年改善。